# Списак МОК-ових државних кодова
Међународни олимпијски комитет (IOC) користи трословни акроним као државни код за идентификацију спортиста из појединих земаља који учествују на олимпијским играма. Уобичајено сваки од кодова идентификује поједини Национални олимпијски комитет, али постоје неколико кодова који су се у прошлости користили у различите сврхе, као на пример мултинационални тимови или такмичари појединци који нису представљали ниједну одређену државу.
МОК кодови су направљени по ISO стандарду, овај МОКов кодни стандард има ознаку ISO 3166-1 alpha-3. Остале спортске организације, ФИФА на пример, користе сличне државне кодове за идентификацију тимова држава на појединим такмичењима.

## Историја
Први пут су се НОК (NOC) кодови почели користити на Зимским олимпијским играма 1956. и на Летњим олимпијским играма 1960. приликом објављивања званичних извештаја са такмичења. Ови кодови су се у неколико наредних олимпијада користили у зависности од језика домаћина олимпијских игара (на пример, GIA за Јапан на Зимским олимпијским играма 1956. и Летњим олимпијским играма 1960., од имена Јапана Giappone на италијанском језику) или базирано на француском језику за одређену нацију (на пример, COR за Јужну Кореју, од француског имена за Кореју Corée).
До Зимских олимпијских игара 1972., већина кодова је већ била стандардизована, али неколико кодова је у скорој прошлости стицајем околности ипак промењено. На ове промене је највише утицао распад Совјетског Савеза, распад Југославије, распад Чехословачке, уједињење Немачке и промена имена у случајевима неколико држава.
Додатно овој листи од преко 200 НОК кодова, учесници Параолимпијских игара, њихови олимпијски комитети, су такође захтевали стандардизоване МОК кодове. Најсвежији примери су Макау и Фарска острва, који су добили кодове MAC и FRO

## Важећи МОК (NOC) кодови
Постоји укупно 206 НОК кодова у оквиру олимпијског покрета. Табела приказује тренутне кодове које свака од држава олимпијског покрета користи за своју идентификацију а такође су наведени и раније коришћени кодови који су били пријављивани у извештајима са појединих игара. Ако су неки кодови коришћени само за Летње или Зимске олимпијске игре у истој календарској години додат је наставак Л („S”) или З („W”) у зависности од времена употребе.

### A
| Код | Реф | Држава (МОК)      | Остали коришћени кодови  |
| --- | --- | ----------------- | ------------------------ |
| AFG |     | Авганистан        |                          |
| AHO |     | Холандски Антили  | ATO (1960), NAN (1964)   |
| ALB |     | Албанија          |                          |
| ALG |     | Алжир             | AGR (1964), AGL (1968 S) |
| AND |     | Андора            |                          |
| ANG |     | Ангола            |                          |
| ANT |     | Антигва и Барбуда |                          |
| ARG |     | Аргентина         |                          |
| ARM |     | Јерменија         |                          |
| ARU |     | Аруба             |                          |
| ASA |     | Америчка Самоа    |                          |
| AUS |     | Аустралија        |                          |
| AUT |     | Аустрија          |                          |
| AZE |     | Азербејџан        |                          |

### B
| Код | Реф | Држава (МОК)        | Остали коришћени кодови     |
| --- | --- | ------------------- | --------------------------- |
| BAH |     | Бахаме              |                             |
| BAN |     | Бангладеш           |                             |
| BAR |     | Барбадос            | BAD (1964)                  |
| BDI |     | Бурунди             |                             |
| BEL |     | Белгија             |                             |
| BEN |     | Бенин               | DAY (1964), DAH (1968—1976) |
| BER |     | Бермуди             |                             |
| BHU |     | Бутан               |                             |
| BIH |     | Босна и Херцеговина | BSH (1992 S)                |
| BIZ |     | Белизе              | HBR (1968—1972)             |
| BLR |     | Белорусија          |                             |
| BOL |     | Боливија            |                             |
| BOT |     | Боцвана             |                             |
| BRA |     | Бразил              |                             |
| BRN |     | Брунеј              |                             |
| BRU |     | Брунеј              |                             |
| BUL |     | Бугарска            |                             |
| BUR |     | Буркина Фасо        | VOL (1972—1984)             |

### C
| Код | Реф | Држава (МОК)                | Остали коришћени кодови     |
| --- | --- | --------------------------- | --------------------------- |
| CAF |     | Централноафричка Република  | AFC (1968)                  |
| CAM |     | Камбоџа                     | CAB (1964), KHM (1972—1976) |
| CAN |     | Канада                      |                             |
| CAY |     | Кајманска Острва            |                             |
| CGO |     | Конго                       |                             |
| CHA |     | Чад                         | CHD (1964)                  |
| CHI |     | Чиле                        | CIL (1956 W, 1960 S)        |
| CHN |     | Кина                        |                             |
| CIV |     | Обала Слоноваче             | IVC (1964), CML (1968)      |
| CMR |     | Камерун                     |                             |
| COD |     | Демократска Република Конго | COK (1968), ZAI (1972—1996) |
| COK |     | Кукова Острва               |                             |
| COL |     | Колумбија                   |                             |
| COM |     | Комори                      |                             |
| CPV |     | Зеленортска Острва          |                             |
| CRC |     | Костарика                   | COS (1964), CTC (1984 W)    |
| CRO |     | Хрватска                    |                             |
| CUB |     | Куба                        |                             |
| CYP |     | Кипар                       |                             |
| CZE |     | Чешка                       |                             |

### D
| Код | Реф | Држава (МОК)           | Остали коришћени кодови            |
| --- | --- | ---------------------- | ---------------------------------- |
| DEN |     | Данска                 | DAN (1960 S, 1968 W), DIN (1968 S) |
| DJI |     | Џибути                 |                                    |
| DMA |     | Доминика               |                                    |
| DOM |     | Доминиканска Република |                                    |

### E
| Код | Реф | Држава (МОК) | Остали коришћени кодови      |
| --- | --- | ------------ | ---------------------------- |
| ECU |     | Еквадор      |                              |
| EGY |     | Египат       | RAU (1960, 1968), UAR (1964) |
| ERI |     | Еритреја     |                              |
| ESA |     | Салвадор     | SAL (1964—1976)              |
| ESP |     | Шпанија      | SPA (1956—1964, 1968 W)      |
| EST |     | Естонија     |                              |
| ETH |     | Етиопија     | ETI (1960, 1968)             |

### F
| Код | Реф | Држава (МОК)               | Остали коришћени кодови |
| --- | --- | -------------------------- | ----------------------- |
| FIJ |     | Фиџи                       | FIG (1960)              |
| FIN |     | Финска                     |                         |
| FRA |     | Француска                  |                         |
| FSM |     | Савезне Државе Микронезије |                         |

### G
| Код | Реф | Држава (МОК)          | Остали коришћени кодови                     |
| --- | --- | --------------------- | ------------------------------------------- |
| GAB |     | Габон                 |                                             |
| GAM |     | Гамбија               |                                             |
| GBR |     | Уједињено Краљевство  | GRB (1956 W—1960), GBI (1964)               |
| GBS |     | Гвинеја Бисао         |                                             |
| GEO |     | Грузија               |                                             |
| GEQ |     | Екваторијална Гвинеја |                                             |
| GER |     | Немачка               | ALL (1968 W), ALE (1968 S), FRG (1980—1988) |
| GHA |     | Гана                  |                                             |
| GRE |     | Грчка                 |                                             |
| GRN |     | Гернзи                |                                             |
| GUA |     | Гватемала             | GUT (1964)                                  |
| GUI |     | Гвинеја               |                                             |
| GUM |     | Гвам                  |                                             |
| GUY |     | Гвајана               | GUA (1960), GUI (1964)                      |

### H
| Код | Реф | Држава (МОК) | Остали коришћени кодови |
| --- | --- | ------------ | ----------------------- |
| HAI |     | Хаити        |                         |
| HKG |     | Хонгконг     | HOK (1960—1968)         |
| HON |     | Хондурас     |                         |
| HUN |     | Мађарска     | UNG (1956 W, 1960 S)    |

### I
| Код | Реф | Држава (МОК)                | Остали коришћени кодови       |
| --- | --- | --------------------------- | ----------------------------- |
| INA |     | Индонезија                  | INS (1960)                    |
| IND |     | Индија                      |                               |
| IRI |     | Иран                        | IRN (1956—1988), IRA (1968 W) |
| IRL |     | Ирска                       |                               |
| IRQ |     | Ирак                        | IRK (1960, 1968)              |
| ISL |     | Исланд                      | ICE (1960 W, 1964 S)          |
| ISR |     | Израел                      |                               |
| ISV |     | Америчка Девичанска Острва  |                               |
| ITA |     | Италија                     |                               |
| IVB |     | Британска Девичанска Острва |                               |

### J
| Код | Реф | Држава (МОК) | Остали коришћени кодови            |
| --- | --- | ------------ | ---------------------------------- |
| JAM |     | Јамајка      |                                    |
| JOR |     | Јордан       |                                    |
| JPN |     | Јапан        | GIA (1956 W, 1960 S), JAP (1960 W) |

### K
| Код | Реф | Држава (МОК)      | Остали коришћени кодови              |
| --- | --- | ----------------- | ------------------------------------ |
| KAZ |     | Казахстан         |                                      |
| KEN |     | Кенија            |                                      |
| KGZ |     | Киргистан         |                                      |
| KIR |     | Кирибати          |                                      |
| KOR |     | Јужна Кореја      | COR (1956 W, 1960 S, 1968 S, 1972 S) |
| KOS |     | Република Косово  |                                      |
| KSA |     | Саудијска Арабија | ARS (1968—1976), SAU (1980—1984)     |
| KUW |     | Кувајт            |                                      |

### L
| Код | Реф | Држава (МОК) | Остали коришћени кодови      |
| --- | --- | ------------ | ---------------------------- |
| LAO |     | Лаос         |                              |
| LAT |     | Летонија     |                              |
| LBA |     | Либија       | LYA (1964), LBY (1968 W)     |
| LBR |     | Либерија     |                              |
| LCA |     | Света Луција |                              |
| LES |     | Лесото       |                              |
| LIB |     | Либан        | LEB (1960 W, 1964 S)         |
| LIE |     | Лихтенштајн  | LIC (1956 W, 1964 S, 1968 W) |
| LTU |     | Литванија    | LIT (1992 W)                 |
| LUX |     | Луксембург   |                              |

### M
| Код | Реф | Држава (МОК)         | Остали коришћени кодови           |
| --- | --- | -------------------- | --------------------------------- |
| MAD |     | Мадагаскар           | MAG (1964)                        |
| MAR |     | Мароко               | MRC (1964)                        |
| MAS |     | Малезија             | MAL (1964—1988)                   |
| MAW |     | Малави               |                                   |
| MDA |     | Молдавија            | MLD (1994)                        |
| MDV |     | Малдиви              |                                   |
| MEX |     | Мексико              |                                   |
| MGL |     | Монголија            | MON (1968 W)                      |
| MHL |     | Маршалска Острва     |                                   |
| MKD |     | Република Македонија |                                   |
| MLI |     | Мали                 |                                   |
| MLT |     | Малта                | MAT (1960—1964)                   |
| MNE |     | Црна Гора            |                                   |
| MON |     | Монако               |                                   |
| MOZ |     | Мозамбик             |                                   |
| MRI |     | Маурицијус           |                                   |
| MTN |     | Мауританија          |                                   |
| MYA |     | Мјанмар              | BIR (1960, 1968—1988), BUR (1964) |

### N
| Код | Реф | Држава (МОК) | Остали коришћени кодови                                                 |
| --- | --- | ------------ | ----------------------------------------------------------------------- |
| NAM |     | Намибија     |                                                                         |
| NCA |     | Никарагва    | NCG (1964), NIC (1968)                                                  |
| NED |     | Холандија    | OLA (1956 W), NET (1960 W), PBA (1960 S), NLD (1964 S), HOL (1968—1988) |
| NEP |     | Непал        |                                                                         |
| NGR |     | Нигерија     | NGA (1964)                                                              |
| NIG |     | Нигер        | NGR (1964)                                                              |
| NOR |     | Норвешка     |                                                                         |
| NRU |     | Науру        |                                                                         |
| NZL |     | Нови Зеланд  | NZE (1960, 1968 W)                                                      |

### O
| Код | Реф | Држава (МОК) | Остали коришћени кодови |
| --- | --- | ------------ | ----------------------- |
| OMA |     | Оман         |                         |

### P
| Код | Реф | Држава (МОК)       | Остали коришћени кодови          |
| --- | --- | ------------------ | -------------------------------- |
| PAK |     | Пакистан           |                                  |
| PAN |     | Панама             |                                  |
| PAR |     | Парагвај           |                                  |
| PER |     | Перу               |                                  |
| PHI |     | Филипини           | FIL (1960, 1968)                 |
| PLE |     | Палестина          |                                  |
| PLW |     | Палау              |                                  |
| PNG |     | Папуа Нова Гвинеја | NGY (1976—1980), NGU (1984—1988) |
| POL |     | Пољска             |                                  |
| POR |     | Португалија        |                                  |
| PRK |     | Северна Кореја     | NKO (1964 S, 1968 W), CDN (1968) |
| PUR |     | Порторико          | PRI (1960), PRO (1968)           |

### Q
| Код | Реф | Држава (МОК) | Остали коришћени кодови |
| --- | --- | ------------ | ----------------------- |
| QAT |     | Катар        |                         |

### R
| Код | Реф | Држава (МОК)           | Остали коришћени кодови                     |
| --- | --- | ---------------------- | ------------------------------------------- |
| ROU |     | Румунија               | ROM (1956—1960, 1972—2006), RUM (1964—1968) |
| RSA |     | Јужноафричка Република | SAF (1960—1972)                             |
| RUS |     | Русија                 |                                             |
| RWA |     | Руанда                 |                                             |

### S
| Код | Реф | Држава (МОК)        | Остали коришћени кодови                    |
| --- | --- | ------------------- | ------------------------------------------ |
| SAM |     | Самоа               |                                            |
| SEN |     | Сенегал             | SGL (1964)                                 |
| SEY |     | Сејшели             |                                            |
| SIN |     | Сингапур            |                                            |
| SKN |     | Сент Китс и Невис   |                                            |
| SLE |     | Сијера Леоне        | SLA (1968)                                 |
| SLO |     | Словенија           |                                            |
| SMR |     | Сан Марино          | SMA (1960—1964)                            |
| SOL |     | Соломонова Острва   |                                            |
| SOM |     | Сомалија            |                                            |
| SRB |     | Србија              |                                            |
| SRI |     | Шри Ланка           | CEY (1960—1972)                            |
| STP |     | Сао Томе и Принсипе |                                            |
| SUD |     | Судан               |                                            |
| SUI |     | Швајцарска          | SVI (1956 W, 1960 S), SWI (1960 W, 1964 S) |
| SUR |     | Суринам             |                                            |
| SVK |     | Словачка            |                                            |
| SWE |     | Шведска             | SVE (1956 W, 1960 S), SUE (1968 S)         |
| SWZ |     | Свазиленд           |                                            |
| SYR |     | Сирија              | RAU (1960), SIR (1968)                     |

### T
| Код | Реф | Држава (МОК)      | Остали коришћени кодови                      |
| --- | --- | ----------------- | -------------------------------------------- |
| TAN |     | Танзанија         |                                              |
| TGA |     | Тонга             | TON (1984)                                   |
| THA |     | Тајланд           | TAI (1960, 1968)                             |
| TJK |     | Таџикистан        |                                              |
| TKM |     | Туркмeнистан      |                                              |
| TLS |     | Источни Тимор     |                                              |
| TOG |     | Того              |                                              |
| TPE |     | Кинески Тајпеј    | RCF (1960), TWN (1964—1968), ROC (1972—1976) |
| TTO |     | Тринидад и Тобаго | TRT (1964—1968) TRI (1972—2012)              |
| TUN |     | Тунис             |                                              |
| TUR |     | Турска            |                                              |
| TUV |     | Тувалу            |                                              |

### U
| Код | Реф | Држава (МОК)              | Остали коришћени кодови    |
| --- | --- | ------------------------- | -------------------------- |
| UAE |     | Уједињени Арапски Емирати |                            |
| UGA |     | Уганда                    |                            |
| UKR |     | Украјина                  |                            |
| URU |     | Уругвај                   | URG (1968)                 |
| USA |     | Сједињене Америчке Државе | SUA (1960 S), EUA (1968 S) |
| UZB |     | Узбекистан                |                            |

### V
| Код | Реф | Држава (МОК)             | Остали коришћени кодови     |
| --- | --- | ------------------------ | --------------------------- |
| VAN |     | Вануату                  |                             |
| VEN |     | Венецуела                |                             |
| VIE |     | Вијетнам                 | VET (1964), VNM (1968—1976) |
| VIN |     | Сент Винсент и Гренадини |                             |

### Y
| Код | Реф | Држава (МОК) | Остали коришћени кодови |
| --- | --- | ------------ | ----------------------- |
| YEM |     | Јемен        |                         |

### Z
| Код | Реф | Држава (МОК) | Остали коришћени кодови |
| --- | --- | ------------ | ----------------------- |
| ZAM |     | Замбија      | NRH (1964)              |
| ZIM |     | Зимбабве     | RHO (1960—1972)         |

## Историјски МОК (NOC) и тимови

### Кодови који се још користе
Дванаест историјских кодова НОКа или тимова су још у употреби приликом претраживања МОКових база података као референца за освојене медаље у прошлости.
| Код | Држава (МОК)             | Остали коришћени кодови                                              |
| --- | ------------------------ | -------------------------------------------------------------------- |
| ANZ | Аустралазија             |                                                                      |
| BOH | Бохемија                 |                                                                      |
| BWI | Британска западна Индија | ANT (1960, 1968), WID (1964)                                         |
| EUA | Уједињени тим Немачке    | GER (1956—1964)                                                      |
| EUN | Уједињени тим            |                                                                      |
| FRG | Западна Немачка          | ALL (1968 W), ALE (1968 S), GER (1972—1976)                          |
| GDR | Источна Немачка          | ADE (1968)                                                           |
| SCG | Србија и Црна Гора       | YUG (1996 S-2002 W)                                                  |
| TCH | Чехословачка             | CSL (1956 W), CZE (1960 W), CSV (1960 S), CZS (1964 S), CHE (1968 S) |
| URS | Совјетски Савез          | SOV (1968 W)                                                         |
| YUG | Југославија              | JUG (1956—1960, 1968 W), YUS (1964 S)                                |
| ZZX | Мешовити тимови          |                                                                      |

### Застарели кодови
| Код | Држава (МОК)                | Година    | Белешка                                                                                                   |                        |
| --- | --------------------------- | --------- | --- | ---------------------- |
| BIR | Бурма                       | 1948—1988 | Сада Мјанмар                                                                                              |                        |
| CEY | Цејлон                      | 1948—1972 | Сада Шри Ланка                                                                                            |                        |
| DAH | Дахомеј                     | 1964—1976 | Сада Бенин                                                                                                |                        |
| HBR | Британски Хондурас          | 1968—1972 | Сада Белизе                                                                                               |                        |
| KHM | Кмерска Република           | 1972—1976 | Сада Камбоџа                                                                                              |                        |
| MAL | Малаја                      | 1956—1960 | Малаја се такмичила самостално до формирања Малезије 1963. године · Сада Малезија                         |                        |
| —   | Северни Борнео              | 1956      | Малаја се такмичила самостално до формирања Малезије 1963. године · Сада Малезија                         |                        |
| NRH | Северна Родезија            | 1964      | Сада Замбија                                                                                              |                        |
| RAU | Уједињена Арапска Република | 1960      | Сада Египат · и Сирија                                                                                    | Сада Египат · и Сирија |
| RHO | Родезија                    | 1960—1972 | Сада Зимбабве                                                                                             |                        |
| ROC | Република Кина              | 1932—1976 | Сада Кинески Тајпеј                                                                                       |                        |
| UAR | Уједињена Арапска Република | 1964      | Сада Египат                                                                                               |                        |
| VOL | Горња Волта                 | 1972—1984 | Сада Буркина Фасо                                                                                         |                        |
| YAR | Северни Јемен               | 1984—1988 | Такмичили су се независно једна од друге до уједињења 1990. године у заједничку државу Јемен · Сада Јемен |                        |
| YMD | Јужни Јемен                 | 1988      | Такмичили су се независно једна од друге до уједињења 1990. године у заједничку државу Јемен · Сада Јемен |                        |
| ZAI | Заир                        | 1972—1996 | Сада Демократска Република Конго                                                                          |                        |
| —   | Британска Гвајана           | 1948—1964 | Сада Гвајана                                                                                              |                        |
| —   | Златна Обала                | 1952      | Сада Гана                                                                                                 |                        |
| —   | Сар                         | 1952      | Сар се самостално такмичио све до уједињења са Западном Немачком 1957. године.                            |                        |

Друге две значајне промене кодова су се десиле, које су узроковане променом имена државе у кодовској ознаци коју користи МОК:
- HOL је промењен у NED нови код за Недерланд. Ова промена се десила за Олимпијске игре одржане 1992. године, што је у ствари одраз промене назива државе коју се претходно водила као Холандија.
- IRN је промењен у IRI за Иран за Олимпијске игре одржане 1992. године, што је одраз промене у називу државе, претходно Исламска Република Иран.

### Специјални кодови
- ANZ се сада користи само у МОКовој бази података[4] за идентификацију тимова који су учествовали под именом Аустралазија. Под заставом Аустралазије су учествовали спортисти из Аустралије и Новог Зеланда на играма које су одржаване 1908. и 1912. године. Од игара које су одржане 1920. године спортисти из ове две земље су учествовали одвојено.
- EUA се сада користи само у МОКовој бази података[4] за идентификацију тимова који су учествовали под именом Уједињени тим Немачке. Под овим именом су учествовали спортисти из Западне Немачке и Источне Немачке на играма које су одржаване у периоду од 1956—1964. У овом периоду у званичним извештајима са ових шест олимпијских игара, овај тим је био познат под именом Немачка.
- EUN је био коришћен 1992. године (и на Летњим и на Зимским играма) за Уједињени тим у коме су се такмичили спортисти из бивших Совјетских република. Само су Балтичке земље учествовале самостално 1992. године, осталих дванаест република је то тек први пут успело 1994. и 1996. године.
- IOP је био коришћен 1992. године Независни учесници за спортисте из Југославије која се као држава није могла такмичити на играма због санкција.
- IOA је био коришћен 2000. године појединци за спортисте из Тимора, пре него што је Тимор примљен у МОК.
- ZZX је био коришћен 1896., 1900., и 1904. године да би идентификовао спортисте и освојене медаље од стране Комбинованих тимова састављене од спортиста из више држава.